# Matt Mostyn
 Matthew Mostyn, est né le 10 septembre 1974 à Sydney. C'est un ancien joueur de rugby à XV australo-irlandais. Il a fait ses études au Saint Ignatius College, Riverview à Sydney. Il a évolué avec l'équipe d'Irlande au poste de trois-quarts aile (1,88 m et 96 kg) et a disputé la coupe du monde 1999.

## Carrière

### En club
- Eastwood Rugby Club
- 1995-1998 : New South Wales Waratahs
- 1998-1999 : CA Bègles-Bordeaux
- 1999-2000 : Connacht
- 2000-2003 : Newport RFC
- 2003-2008 : Connacht
- Galwegians Rugby Football Club

Il a joué en coupe d'Europe (17 matchs avec Newport) et en Challenge européen (27 matchs avec Connacht).

### En équipe nationale
Il a disputé son premier test match, le 12 juin 1999 contre l'équipe d'Australie. Son dernier test match fut contre l'équipe d'Argentine le 20 octobre 1999.
Il a disputé quatre matchs de la coupe du monde 1999.

## Palmarès
- 6 sélections
- Sélections par année : 6 en 1999